# Arbeidsbestel
Het arbeidsbestel is het geheel van arbeidsverhoudingen, de arbeidsmarkt en de arbeidsorganisatie die de arbeidsrelatie tussen werkgever en werknemer kenmerkt. Hierbij kan onderscheid gemaakt worden tussen het individuele en het collectieve niveau. Zo spelen de arbeidsverhoudingen (industrial relations) zich af op het collectieve niveau, terwijl de arbeidsrelatie (employment relations) het individuele niveau betreft.
Het moderne arbeidsbestel ontstond toen tijdens de industrialisatie loonarbeid steeds gebruikelijker werd. Vooral de invoering van het fabriekssysteem bracht veranderingen in de productieorganisatie. Het moderne arbeidsbestel ontstond na de opheffing van de coalitieverboden. De machtsongelijkheid was echter dusdanig dat tegen de verwachting van de liberalen in, de marktwerking uitwassen niet kon voorkomen. Dit verbod werd uiteindelijk dan ook opgeheven, waarna vakbonden ontstonden en als reactie daarop werkgeversorganisaties.
In toenemende mate werden arbeidsvoorwaarden daarna collectief vastgesteld in collectieve arbeidsovereenkomsten. Deze collectivisering ging gepaard met een institutionalisering waarbij werkgevers, werknemers en ook de overheid met elkaar onderhandelden en overleg voerden. Zo kwam ook de regulering van de arbeidsmarkt op gang. Daarmee ging dit verder dan slechts de arbeidsovereenkomst en kwamen ook het sociaal-economisch beleid en de sociale zekerheid op de agenda. De laatste jaren is er echter een voorzichtige tendens richting flexibilisering en decollectivisering van de arbeidsverhoudingen.